# 뇌과학
뇌과학(腦科學, brain science)은 건강한 뇌는 어떻게 정상적으로 작동하는지, 지적 능력이 어떻게 기대 이상의 통찰력을 만들어 내는지 등의 물음에 답을 구하려는 학문이다. 뇌의 복합적인 기능과 구조에 대한 해석을 통해 인간이 가진 가능성의 한계에 대해 답을 구하는 분야이다.

## 같이 보기
- 신경과학
- 뇌